# 사요일몰유
사요일몰유(四要一沒有, 중국어: 四要一没有 쓰야오메이유[*])는 천수이볜 전 중화민국 총통이 2007년 3월 4일에 열린 대만인공공사무회 25주년 기념 만찬에서 제안한 정책으로, 정책의 내용은 다음과 같다.
- 중국어 원문

台灣要獨立，台灣要正名，台灣要新憲，台灣要發展；台灣沒有左右路線，只有統獨的問題。

- 한국어 번역본

타이완은 독립과 국호 변경, 헌법 개정, 발전을 요구하고 있으며, 좌우 노선을 따지지 않는다. 다만 이것은 통일이나 독립에 관한 문제일 뿐이다.

## 같이 보기
- 사불일몰유